# Pavel Kantorek

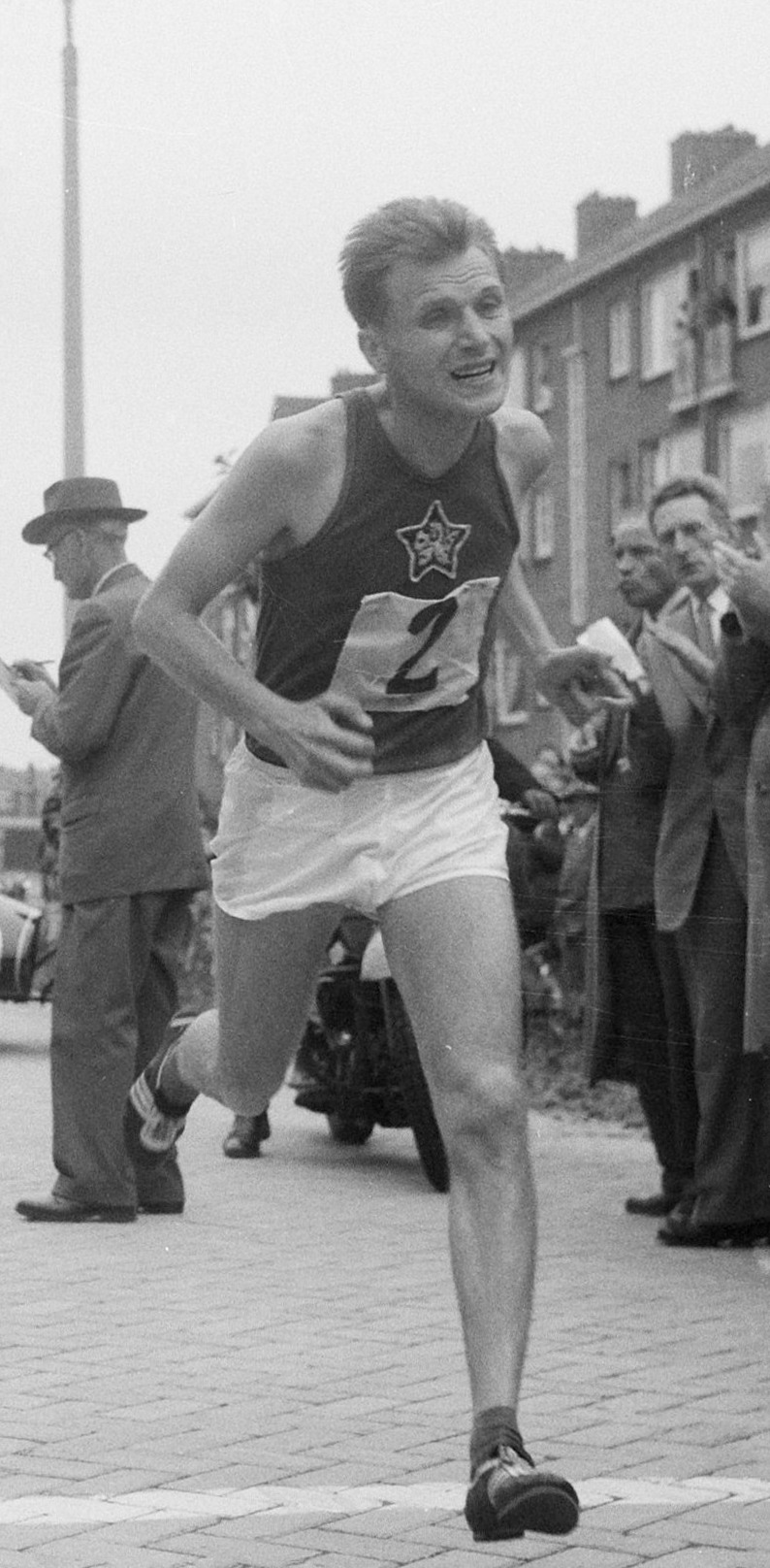
Pavel Kantorek (1958)

Pavel Kantorek (* 8. Februar 1930 in Prag; † 10. November 2023 ebendort) war ein tschechoslowakischer Langstreckenläufer, der sich auf den Marathon spezialisiert hatte.
1956 wurde er tschechoslowakischer Meister im Marathon und Vierter beim Košice-Marathon. Bei den Olympischen Spielen in Melbourne wurde er Elfter über 10.000 m und kam im Marathon auf den 27. Platz. Im Jahr darauf wurde er jeweils Vierter beim Marathon der Internationalen Jugendspiele und beim Asahi-Marathon. 1958 siegte er beim Marathon der Internationalen Militärspiele, wurde als Gesamtsieger in Košice nationaler Meister und erneut Vierter beim Asahi-Marathon.
1959 siegte er beim Enschede-Marathon, wurde mit der zweitschnellsten Zeit des Jahres von 2:19:06 h nationaler Meister, kam in Košice auf den siebten und beim Asahi-Marathon auf den zweiten Platz. 1960 folgte Rang 14 beim Marathon der Olympischen Spiele in Rom ein dritter Platz beim Asahi-Marathon. 1961 wurde er jeweils Zweiter in Enschede und Košice (wo er außerdem nationaler Meister wurde) und triumphierte beim Asahi-Marathon. 1962 verteidigte er seinen nationalen Meistertitel, wurde Fünfter beim Marathon der Leichtathletik-Europameisterschaften in Belgrad, siegte in Košice und wurde Fünfter beim Asahi-Marathon mit seiner persönlichen Bestzeit von 2:18:58 h. In der darauffolgenden Saison wurde er Dritter in Enschede.
1964 wurde er Fünfter beim Polytechnic Marathon und als Gesamtsieger in Košice nationaler Meister, kam aber beim Marathon der Olympischen Spiele in Tokio lediglich auf den 25. Platz.
1966 wurde er Achter beim Marathon den Europameisterschaften in Budapest, und 1967 wurde er zum siebten und letzten Mal tschechoslowakischer Marathonmeister.
1961 wurde im 25-km-Straßenlauf und 1962 über 10.000 m nationaler Meister.